# Ночь перед Рождеством (альбом)
Ночь перед Рождеством — третий официальный (пятый оригинальный) альбом советской рок-группы «Сектор Газа», выпущенный 3 февраля 1991 года на лейбле «Black Box».
В данном альбоме группе удалось наиболее гармонично смешать панк-рок и хард-рок с русскими народными и советскими эстрадными музыкальными традициями. Именно такое звучание было названо критиками не иначе как «колхозный рок».
После записи альбома группа «Сектор Газа» получила всесоюзную известность и возможность легально гастролировать по стране. Песни из альбомов «Ночь Перед Рождеством», а также «Ядрёна Вошь» (1990) были исполнены группой в телепередаче «Программа А» в ноябре этого же года.

## Об альбоме
Записан в январе 1991 года, первый альбом группы, записанный на московской студии «Мир». 
Впервые официально был выпущен в 1994 году.
В 1997 году переиздавался в рамках серии «Коллекция». На всех официальных изданиях альбома присутствовала фонограмма 1991 года (за исключением бонус-трека на издании 1997 года).
Из воспоминаний звукорежиссёра группы Андрея Дельцова, в работе с оборудованием на записи данного альбома ему помогал звукорежиссёр студии «Мир» (имя, к сожалению, он вспомнить не смог). Кстати, тот самый звукорежиссёр сказал две фразы для припева первой песни альбома — «Пиво вот допьём» и «И замочим снова». Фразу «Мы играть готовы» произнёс Андрей Дельцов.
Последний альбом с участием гитариста Игоря Кущева в составе группы.

## Список композиций
Релиз альбома на кассете.
Слова и музыка всех песен — Юрий (Хой) Клинских.
| №                   | Название                      | Длительность |
| ------------------- | ----------------------------- | ------------ |
| 1.                  | «Привет, ребята, добрый день» | 2:28         |
| 2.                  | «Ява»                         | 4:37         |
| 3.                  | «Шары»                        | 2:38         |
| 4.                  | «Давай-давай»                 | 3:12         |
| 5.                  | «Белая горячка»               | 3:12         |
| 6.                  | «Голубь»                      | 3:52         |
| 7.                  | «Презерватив»                 | 2:29         |
| Общая длительность: | Общая длительность:           | 22:28        |

| №                   | Название                | Длительность |
| ------------------- | ----------------------- | ------------ |
| 8.                  | «Презерватив 2»         | 2:32         |
| 9.                  | «Щи»                    | 3:47         |
| 10.                 | «Здравствуйте, детишки» | 0:45         |
| 11.                 | «Снегурочка»            | 3:38         |
| 12.                 | «Илья Муромец»          | 2:49         |
| 13.                 | «Кума»                  | 2:41         |
| 14.                 | «Ночь перед Рождеством» | 4:29         |
| Общая длительность: | Общая длительность:     | 20:41        |

| №                   | Название            | Длительность |
| ------------------- | ------------------- | ------------ |
| 15.                 | «Голубь» (remix)    | 7:20         |
| Общая длительность: | Общая длительность: | 50:29        |

## Участники записи
| - Юрий Клинских — вокал, гитара - Игорь Кущев — лидер-гитара - Андрей Дельцов — клавишные, запись и сведение | - В. Черных — запись и сведение |

Инструменты
| - Гитара Fender Lead III - Синтезатор Roland D-20 - Звуковой модуль E-mu Proteus 1 - Рабочая станция Korg M1 |

## Оформление
Художники и дизайнеры:
- Дмитрий Самборский — обложка альбома, графика
- Дмитрий Покровский — дизайн издания 1994 года
- Александр Липатов — дизайн издания 1997 года

## Интересные заметки и факты
- Название песни и всего альбома "Ночь перед Рождеством" - прямая цитата повести Н.В. Гоголя из цикла "Вечера на хуторе близ Диканьки".
- Альбом открывает мелодия русской новогодней песни «В лесу родилась ёлочка». Во вступлении для создания эффекта балалайки звучит тембр «Koto trem» из популярной клавишной рабочей станции Korg M1.
- В песне «Ява», в проигрыше перед последним куплетом, использовался видоизменённый проигрыш песни Юрия Чернавского «Белая панама» из репертуара Аллы Пугачёвой.
- В песне «Давай-Давай» использовались некоторые музыкальные приёмы из песни группы «Sex Pistols» — «God Save The Queen». В этой же песне в роли гитариста выступил сам Юрий Клинских.
- В песне «Белая Горячка» перед куплетами и в конце использовался гитарный рифф из песни «Dio» — «Straight Trough The Heart».
- Песня «Презерватив» является стёб-переделкой песни группы «Queen» — «Get Down Make Love».
- В песне «Щи» в припеве использовалась мелодия из русской народной песни «Сибирские страдания» (вариант — «Калиновские страдания») — «Милый чё, да милый чё, навалился на плечо». Данную композицию критики часто рассматривают как эталон «колхозного рока».
- Возможно, что в песнях «Голубь» и «Презерватив 2» использованы мелодии из песни «Quando vedrai la mia ragazza» итальянского певца Little Tony, которую исполнял Муслим Магомаев под названием «В путь!». Традиционно в СССР припев этой песни связывали с танцем «Хали-Гали».
- В песне «Снегурочка» использовался музыкальный мотив из новогодней песни советского поэта Энтина и композитора Гладкова «Расскажи, Снегурочка, где была». Припев построен на частушечной основе, его текст — первый куплет восьмистрочной частушки из обсценного детского фольклора.
- Из-за того, что Юрий (Хой) Клинских не контролировал типографский процесс, на буклетах кассет, пластинок и дисков, изданных «Gala Records», из года в год печаталась недостоверная информация: неверный состав группы, публиковались фотографии не соответствующие хронологии, кое-где перепутаны даты и имена. Так что и данный альбом не обошёлся без подобных ляпов.

## Кавер-версии песен
- Песня «Ява» была перезаписана Игорем Кущевым для проекта «Ex-Сектор Газа», которая вошла в его номерной альбом «Огненный рай» (2004).
- Песня «Ява» была перепета группой «Голос Омерики» в 2016 году.
- Песня «Ночь Перед Рождеством» была исполнена Игорем Растеряевым на своих концертах.
- Песня «Ночь Перед Рождеством» была исполнена группой ДДТ в альбоме Трибьют Сектор Газа (альбом, 2020)